# Harpstedt
Harpstedt település Németországban, azon belül Alsó-Szászország tartományban. Lakosainak száma 4791 fő (2023. december 31.). Harpstedt Winkelsett és Dünsen községekkel határos.

## Népesség
A település népességének változása:
| Lakosok száma | 4736 | 4708 | 4690 | 4717 | 4780 | 4791 |
|               | 2016 | 2017 | 2019 | 2021 | 2022 | 2023 |